# Главный дом усадьбы Козловых с хозяйственным блоком
Главный дом усадьбы Козловых с хозяйственным блоком — памятник архитектуры. Расположен в Уфе, современный адрес дома — улица Пушкина, 70 / улица Аксакова, 24.
П-образное в плане одноэтажное кирпичное оштукатуренное с побелкой здание с антресольным этажом, пристроенным неоштукатуренным хозяйственным блоком и кровлей сложной конфигурации. Главный фасад обращён на улицу Пушкина, у входа расположено крыльцо с коваными кронштейнами растительного орнамента. Окна украшены наличниками с профилированными сандриками. По улице Аксакова по центру расположен ризалит в три оси. В интерьере здания сохранились оригинальные тяги и розетки, карнизы, 6 голландских печей-буржуек и деревянный встроенный шкаф с резным декором.
Здание расположено в квартале, отданном под многоэтажную застройку, при этом в планы застройщика входила реконструкция здания и приспособление под офис или магазин.